# حديقة كهوف الكاثدرال العامة
حديقة كهوف الكاثدرال العامة (بالإنجليزية: Cathedral Caverns State Park)‏؛ هي مجموعة من الكهوف التي تقع في مقاطعة مارشال في الولايات المتحدة. وهي إحدى الحدائق العامة في ولاية ألاباما.

## السياحة
تعد «حديقة كهوف الكاثدرال العامة» إحدى مواقع الجذب السياحي في مقاطعة مارشال في ولاية ألاباما الأمريكية.